# Smradľavý vrch
Smradľavý vrch je přírodní rezervace v katastrálním území obce Timoradza v okrese Bánovce nad Bebravou v Trenčínském kraji na Slovensku. Území bylo vyhlášeno v roce 1955 a jeho rozloha je 30,77 hektaru. Předmětem ochrany je lokalita výskytu škumpy vlasaté (Cotinus coggygria).